# أليخاندرو سيكويرا
أليخاندرو سيكويرا (بالإسبانية: Alejandro Sequeira)‏ هو لاعب كرة قدم كوستاريكي في مركز الهجوم، ولد في 27 أبريل 1975 في كوستاريكا. شارك مع منتخب كوستاريكا لكرة القدم. أما مع النوادي، فقد لعب مع تامبا باي موتيني وديبورتيفو سابريسا وسان خوسيه إيرثكويكس وكوبان إمبيريال ونادي أكويلا ونادي كارتاهينيس.

## وصلات خارجية
- أليخاندرو سيكويرا على موقع الاتحاد الدولي (مؤرشف)  (الإنجليزية)
- أليخاندرو سيكويرا على موقع الدوري الأمريكي (الإنجليزية)
- أليخاندرو سيكويرا على موقع قاعدة بيانات كرة القدم.إي يو (الإنجليزية)
- أليخاندرو سيكويرا على موقع ناشيونال فوتبول تيمز (الإنجليزية)
- أليخاندرو سيكويرا على موقع Soccerway.com (الإنجليزية)